# Zilla Fatu
Isayah Fatu (Houston, 9 de setembro de 1999), mais conhecido pelo seu nome de ringue Zilla Fatu, é um lutador profissional americano. Ele está atualmente fazendo aparições no circuito independente, predominantemente para a Reality of Wrestling (ROW). Ele também trabalhou para a Game Changer Wrestling (GCW).
Isayah é um lutador de quarta geração, sendo filho do falecido Eddie Fatu, mais conhecido como Umaga, o que o conecta à família Anoaʻi, uma renomada dinastia de lutadores profissionais samoanos.

## Carreira na luta livre profissional
Principalmente treinado por Booker T, Fatu fez sua estreia no wrestling profissional na Reality of Wrestling em um show ao vivo no dia 15 de julho de 2023, onde derrotou Jonny Lyons em uma luta individual. Fatu deixou a promoção três meses depois, com Booker T citando diferenças irreconciliáveis. No ROW Summer of Champions X, em 10 de agosto de 2024, Fatu derrotou Edge Stone e conquistou o ROW Championship, o título principal da promoção.
Além de sua passagem pela Reality of Wrestling, Fatu também trabalhou para a Game Changer Wrestling (GCW), onde fez uma aparição no evento Joey Janela's Spring Break: Clusterfuck Forever em 6 de abril de 2024, participando de uma luta four-way de duplas em uma disputa pelo GCW Tag Team Championship. Ele também competiu na House of Glory (HOG), onde conquistou o HOG Crown Jewel Championship. No entanto, em 20 de setembro de 2024, a GCW anunciou que Fatu não participará mais de seus eventos no futuro próximo.

## Vida pessoal
Fatu é um lutador profissional de quarta geração e membro da família Anoaʻi. Ele é filho do falecido Edward Smith Fatu, que competiu sob o nome de ringue Umaga na WWE. Aos 15 anos, Fatu foi acusado de roubo agravado e passou seis anos no Penitenciário Estadual do Texas, sendo libertado em março de 2022. Após sua liberação, ele se dedicou a seguir uma carreira no wrestling profissional, com a orientação de Booker T.
Fatu se converteu ao Islã em 2022.

## Títulos e prêmios
- House of Glory
  - HOG Crown Jewel Championship (1 vez, atual)
- Pro Wrestling Illustrated
  - PWI o colocou na posição #339 dos 500 melhores lutadores individuais em 2024[12]
- Reality of Wrestling
  - ROW Championship (2 vezes, atual)